# Begraafplaats van Alençon
De Begraafplaats van Alençon is een gemeentelijke begraafplaats in de Franse stad Alençon in het departement Orne. De begraafplaats ligt aan de Rue de Villeneuve op 1.160 m ten westen van het centrum (Basilique Notre-Dame de'Alençon). Ze heeft een min of meer trapeziumvormig grondplan en is volledig ommuurd.
Kenmerkend voor deze begraafplaats zijn de vele militaire graven en monumenten voor de slachtoffers uit de Frans-Duitse Oorlog van 1870-1871 en de Eerste Wereldoorlog. 

## Britse oorlogsgraven
Op de begraafplaats ligt een perk met 17 Britse gesneuvelden uit de Eerste Wereldoorlog. Zij stierven allen tussen februari 1918 en januari 1919 en de meerderheid behoorde bij het Canadian Forestry Corps. Hun graven  worden onderhouden door de Commonwealth War Graves Commission en zijn daar geregistreerd onder Alencon (St. Leonard) Cemetery.